# Björgólfur Hideaki Takefusa
Björgólfur Hideaki Takefusa (ur. 11 maja 1980 w Reykjavíku) – islandzki piłkarz, środkowy napastnik, od 2013 roku piłkarz klubu Valur Reykjavík. Posiada także japońskie obywatelstwo.

## Kariera klubowa
Björglófur zaczynał w Þróttur. Spędził tam 5 lat, a mimo iż grał w drugiej lidze, w 2003 roku zadebiutował w reprezentacji Islandii. W 2004 roku przeszedł do Fylkir.
Grał tam tylko 2 sezony i przeniósł się do czołowego islandzkiego klubu, Reykjavíkur.
W tym klubie stał się czołową postacią podobnie jak w lidze. W 2009 roku został królem strzelców z dorobkiem 17 goli w 19 meczach, a w ostatnim ligowym meczu w tym sezonie strzelił aż 5 goli. Zimą 2010 roku interesował się nim Rot Weiss Ahlen, jednak do transferu nie doszło. Przed sezonem 2011 wzmocnił zespół Víkingur Reykjavík, a po zaledwie roku zmienił klub na Fylkir.

## Kariera reprezentacyjna
Björglófur w barwach narodowych zadebiutował 20 listopada 2003 roku, w zremisowanym 0:0 meczu z Meksykiem, wszedł w 80 minucie spotkania zmieniając Helgiego Sigurðssona.